# Tirant
El superordenador Tirant Lo Blanc es uno de los siete nodos que forman parte de la Red Española de Supercomputación. Instalado en el año 2007, este nodo se encuentra situado en la Universidad de Valencia.
Tirant recibe su nombre del protagonista de la novela caballeresca "Tirant lo blanc" (Tirante el Blanco), escrita por Joanot Martorell en 1490.

## Historia
En el año 2006 se realiza una ampliación del superordenador MareNostrum que dobla su capacidad reemplazando los nodos de los que dispone. Los nodos reemplazados son utilizados para crear varios nodos de supercomputación que forman la Red Española de Supercomputación (RES). Uno de estos nodos se crea en la Universitat de València y da lugar al superordenador Tirant, que actualmente de una de las ICTS (Infraestructura Científica y Técnica Singular) de España como parte de la RES.
A finales de enero de 2007, se inauguran las instalaciones de Tirant y se reciben los primeros usuarios locales y de la RES. En abril de 2009 el superordenador actualiza el software.
En diciembre de 2012 y debido a la instalación de MareNostrum II, Tirant se actualiza, multiplicando por 4 su potencia inicial.
En julio de 2017, MareNostrum-3 se actualiza de nuevo, alcanzando un pico de capacidad de procesamiento de 11 PFlop/s, por lo que en julio de 2018 y después de unas obras de actualización del Centro de Proceso de Datos (CPD) de Burjassot, se pone en marcha Tirant-3. 

## Configuración
El sistema original estaba compuesto de los nodos JS20 de IBM utilizados en el MareNostrum original alcanzado una potencia de 4'5 Tflops (Rpeak), al igual que los otros 5 sitios creados a partir de los nodos del MareNostrum. Estos nodos utilizan un sistema operativo SUSE.
Desde diciembre de 2012 queda formado por JS21 con 2 procesadores PowerPC 970MP dual core a 2,2 GHz y 4 GB de RAM, interconectados mediante una red Myrinet. Esta configuración proporciona a Tirant 2048 cores (antes 512), de los que 2016 están dedicados exclusivamente a la ejecución de trabajos. El almacenamiento, basado en el sistema de ficheros GPFS, también ha sido ampliado. Se ha pasado de 11,2 TB (en 4 bandejas de discos) a 44,9 TB (repartidos en 8 bandejas de discos), quedando el espacio anterior configurado para copias de seguridad.
En julio de 2017, MareNostrum-3 se actualiza de nuevo y alcanzando un pico de capacidad de procesamiento de 11 PFlop/s. Este es el origen del nuevo Tirant-3, formado por 336 nodos, cada uno de ellos con dos procesadores Intel Xeon SandyBridge E5-2670 a 2,6 Ghz y 32 GB RAM DDR3 (5376 cores). Esto proporciona al Tirant-3 111,8 Tflop/s de rendimiento y 10 TB de memoria distribuida. Por primera vez, Tirant monta un sistema de almacenamiento basado en Lustre, que le proporciona 283 TB. 